# Guds Maka till Amon

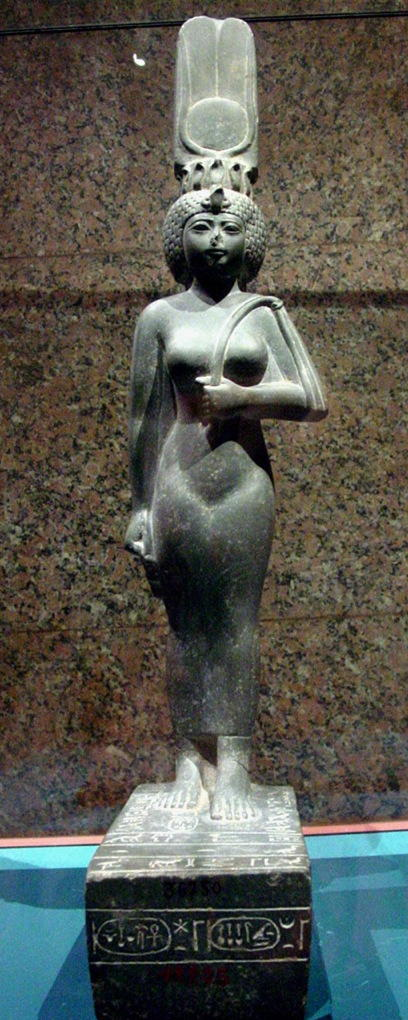
Ankhenesneferibre, innehavare av ämbetet Guds Maka till Amon.

Guds Maka till Amon var ett högt uppsatt prästämbete för kvinnor i forntidens Egypten, som existerade från Nya riket fram till 26:e dynastin 525 f.Kr. Innehavaren av ämbetet fungerade som guden Amons översteprästinna i Tebe. Titeln Gudomlig Bedårerska av Amon användes ofta för ämbetet, eller dess utsedda efterträdare, från 1100-talet f.Kr. Innehavaren hade både ekonomisk, religiös och politisk makt. 

## Historik

### Första perioden
Ämbetet tycks ha uppkommit vid det Nya rikets grundande i Tebe, där Amon var stadens och den nya dynastins huvudgud. Kvinnor ur den kungliga familjen fungerade då som Amons översteprästinna. Titeln utdelades av farao, och gavs till drottningar eller prinsessor. 
Ämbetet underminerades av Akhenatens religiösa schism och tycks ha upphört att delas ut på 1300-talet f.Kr.  

### Andra perioden
Ämbetet återupplivades av Ramses VI under Egyptens tjugonde dynasti på 1100-talet f.Kr., som gav sin dotter Iset denna. Det blev då mycket mäktigt, troligen mäktigare än det hade varit förut.  Deras säte var Amons tempel i Thebe.  Faraonerna, som vid denna tid härskade i Nedre Egypten, hade via dessa härskarinnor ett direkt inflytande på Övre Egypten, eftersom de utnämnde sina döttrar till ämbetet.  Innehavaren levde i celibat, och adopterade sin efterträdare. Under denna tid användes även titeln Gudomlig Bedårerska av Amon, ibland av översteprästinnan, ibland för hennes adoptivdotter och utsedda efterträdare. 
Under 25:e och 26:e dynastierna blev dessa kvinnor i Övre Egypten så mäktiga att de kan betraktas som härskare i sin egen rätt.  Detta gällde särskilt under Tredje mellantiden. När farao Psammetikus I enade Egypten under den 26:e dynastin tvingade han översteprästinnan Shepenupet II, en medlem av den föregående 25:e dynastin, att legitimera hans trontillträde och adoptera hans dotter till sin efterträdare. 
Ämbetet avskaffades när perserna erövrade Egypten 525 f.Kr. och den segrande perserkungen förslavade de före detta medlemmarna av den egyptiska kungafamiljen.